# Anjali
Anjali (1987-2017), es una actriz de cine y modelo india, que aparece predominantemente en las películas tamiles y telugu junto con algunas películas kannada. Después de una temporada en el modelado, la echaron en papeles protagonistas en dos producciones de bajo perfil telugu, antes de ganar la atención con su aclamada actuación como Anandhi en Kattradhu Thamizh (2007), por la que recibió el Premio Filmfare a la mejor actriz debutante. En 2010 y 2011, ganó el Premio Filmfare a la mejor actriz Tamil por sus actuaciones en Angaadi Theru y Engaeyum Eppothum respectivamente, posteriormente, siendo reconocida como una de las "mejores jóvenes actrices" en cine tamil, y destaca por actuaciones en "funciones orientadas a su oficio".